# Jean-Pierre Abeille
Jean-Pierre Abeille (* 8. August 1907 in Alençon, Département Orne; † 16. Juni 1981 in Arcachon, Département Gironde) war ein französischer Verwaltungsbeamter, der Präfekt mehrerer Départements war.

## Leben
Jean-Pierre Abeille besuchte das Lycée Henri IV und absolvierte danach ein Studium an der Fakultät für Sprachen der Universität Montpellier sowie ein Architekturstudium an der École nationale supérieure des beaux-arts de Paris, das er mit einem Licence ès lettres abschloss. Zwischenzeitlich absolvierte er vom 10. November 1927 bis zum 30. April 1929 seinen Militärdienst und trat am 1. März 1930 zunächst in die Direktion für öffentlichen Unterricht sowie am 1. November 1930 in die Kommunalverwaltung von Französisch-Marokko in Rabat. Im Anschluss fungierte er zwischen dem 20. Juli 1934 als Kabinettschef des Präfekten des Département Haut-Rhin sowie vom 20. Mai 1936 bis zum 13. Juni 1936 als Kabinettschef des Präfekten des Département Tarn, ehe er zwischen dem 13. Juni 1936 und dem 20. August 1937 Kabinettschef des Präfekten des Département Hérault war. Er war danach vom 20. August 1937 bis zum 11. Dezember 1937 Generalsekretär des Département Jura sowie vom 11. Dezember 1937 bis zum 2. Oktober 1939 Unterpräfekten (Sous-préfet) des Arrondissement Montreuil.
Nach Beginn des Zweiten Weltkrieges wurde Abeille am 2. Oktober 1939 in aktiven Militärdienst zurückberufen und befand bis zum 5. Oktober 1942 in Kriegsgefangenschaft. Er wurde am 10. November 1942 kommissarischer Unterpräfekt des Arrondissement Dieppe und danach vom 11. Februar 1943 bis zum 12. Juli 1944 Generalsekretär des Département Calvados. Nachdem er sich zwischen dem 21. Juli 1944 und dem 1. Juni 1945 erneut im aktiven Militärdienst befand, wurde er nach Kriegsende am 16. Juli 1945 Unterpräfekt des Arrondissement Dinan sowie am 16. Juni 1948 Unterpräfekt des Arrondissement Meaux. Ihm wurde das Croix de guerre 1939–1945 sowie am 15. März 1948 das Ritterkreuz der Ehrenlegion verliehen.
Danach wurde Jean-Pierre Abeille am 25. August 1950 Präfekt (Préfet) des Département Lozère und bekleidete dieses Amt bis zum 7. Dezember 1951. Danach war er zwischen dem 1. Januar 1952 und dem 29. Januar 1953 Präfekt des Département Savoie sowie im Anschluss vom 29. Januar 1953 bis zum 23. Juli 1956 Präfekt des Département Aude. Während dieser Zeit wurde ihm am 6. August 1955 auch das Offizierskreuz der Ehrenlegion verliehen. Nachdem er zwischen dem 23. Juli 1956 und dem 5. Februar 1958 Präfekt des Département Charente war, wurde er am 7. März 1958 Präfekt des Übersee-Département Guadeloupe und verblieb in dieser Funktion bis zum 21. September 1960. 
Zuletzt war Abeille zwischen dem 21. September 1960 und dem 14. März 1964 Präfekt des Département Aisne. Am 14. März 1964 wurde er Präfekt in besonderer Mission. Er trat am 1. Februar 1968 in den Ruhestand und erhielt am 30. Juni 1971 den Titel eines Ehren-Präfekten (Préfet honoraire).
Sein Zwillingsbruder Valentin Abeille war ebenfalls Verwaltungsbeamter und Mitglied des Widerstands gegen den Nationalsozialismus (Résistance), der von den deutschen Besatzungstruppen hingerichtet und dem der Titel eines Compagnon de la Libération verliehen wurde.